# Tyna Barinaga
Tyna Barinaga (* 1946) ist eine ehemalige US-amerikanische Badmintonspielerin.

## Karriere
Tyna Barinaga gewann fünf Mal die offenen US-Meisterschaften. 1964 konnte sie als erste Juniorenmeisterin in der gleichen Saison auch Erwachsenentitelträgerin im Doppel mit Caroline Jensen werden. Bei den Canadian Open war sie 1965 und 1970 erfolgreich.

## Erfolge
| Saison | Veranstaltung              | Disziplin   | Platz | Name                             |
| ------ | -------------------------- | ----------- | ----- | -------------------------------- |
| 1964   | US Open                    | Damendoppel | 1     | Tyna Barinaga / Caroline Jensen  |
| 1965   | Canadian Open              | Damendoppel | 1     | Tyna Barinaga / Caroline Jensen  |
| 1966   | US Open                    | Mixed       | 1     | Wayne Macdonnell / Tyna Barinaga |
| 1968   | US Open                    | Damendoppel | 1     | Tyna Barinaga / Helen Tibbetts   |
| 1968   | US Open                    | Dameneinzel | 1     | Tyna Barinaga                    |
| 1970   | US Open                    | Dameneinzel | 2     | Tyna Barinaga                    |
| 1970   | Canadian Open              | Dameneinzel | 1     | Tyna Barinaga                    |
| 1970   | USA: Einzelmeisterschaften | Mixed       | 1     | Jim Poole / Tyna Barinaga        |
| 1970   | USA: Einzelmeisterschaften | Dameneinzel | 1     | Tyna Barinaga                    |
| 1970   | USA: Einzelmeisterschaften | Damendoppel | 1     | Tyna Barinaga / Caroline Hein    |